# Стиви Шей
Стиви Шей (англ. Stevie Shae, настоящее имя — Линдси Саманта Гилберт (англ. Lindsey Samantha Gilbert); род. 23 октября 1992, Сан-Хосе, Калифорния) — американская порноактриса, эротическая модель и стриптизёрша.

## Биография
Стиви Шей, сценическое имя Линдси Саманты Гилберт, родилась в городе Сан-Хосе, к югу от залива Сан-Франциско в Калифорнии, в октябре 1992 года в семье с немецкими, скандинавскими и шведскими корнями.
Образование она получила в Айове. В возрасте 17 лет она начала работать моделью, снимаясь в софткорных, гламурных и позднее эротических фотосессиях, а затем переехала в Лос-Анджелес, чтобы продолжить карьеру. Она дебютировала как порноактриса 18 марта 2011 года, в возрасте 18 лет.
Как актриса, она записывалась для таких компаний, как Hustler Video, Bang Bros, Digital Playground, Vivid, Wicked Pictures, Third Degree, Jules Jordan Video, Naughty America, Brazzers, Zero Tolerance, New Sensations и Evil Angel.
В 2013 году она отличилась тем, что была номинирована на премиях AVN и XBIZ в категории «Лучшая новая старлетка».
Два года спустя она вернулась на премию AVN Awards с номинацией на премию «Лучшая скандальная сцена секса» за фильм «The Destruction of Bonnie Rotten». Она выделялась среди остальных благодаря своей работе в фильме «Apocalypse X», которая принесла ей номинации на премию AVN Awards в категориях «Лучшая актриса» и «Лучшая сцена лесбийского секса» вместе с Вероникой Родригес. Также получила номинации на премию XBIZ Awards в категориях «Лучшая актриса полнометражного фильма» и «Лучшая сцена секса в полнометражном фильме».
Она ушла из индустрии в 2016 году, снявшись к тому времени более чем в 250 фильмах.

## Награды и номинации
| Год  | Награда    | Результат | Категория                                  | Работа                           |
| ---- | ---------- | --------- | ------------------------------------------ | -------------------------------- |
| 2013 | AVN Awards | Номинация | Лучшая новая старлетка                     | н/д                              |
| 2013 | XBIZ Award | Номинация | Лучшая новая старлетка                     | н/д                              |
| 2015 | AVN Awards | Номинация | Лучшая актриса                             | Apocalypse X                     |
| 2015 | AVN Awards | Номинация | Лучшая сцена лесбийского секса             | Apocalypse X                     |
| 2015 | AVN Awards | Номинация | Лучшая скандальная сцена секса             | The Destruction of Bonnie Rotten |
| 2015 | XBIZ Award | Номинация | Лучшая актриса полнометражного фильма      | Apocalypse X                     |
| 2015 | XBIZ Award | Номинация | Лучшая сцена секса в полнометражном фильме | Apocalypse X                     |